# چگونه بفهمم
«چگونه بفهمم» (به انگلیسی: How Will I Know) تک‌آهنگی از ویتنی هیوستون است که در ۱۵ فوریه ۱۹۸۶ منتشر شد.
این تک‌آهنگ در چارت‌های ، در رتبه اول و در چارت‌های سوئد، نروژ جزو ده ترانه اول قرار گرفت.